# Orthodera ministralis
Orthodera ministralis är en bönsyrseart som beskrevs av Fabricius 1775. Orthodera ministralis ingår i släktet Orthodera och familjen Mantidae. Inga underarter finns listade i Catalogue of Life.